# Merv Griffin
Mervyn Edward "Merv" Griffin jr. (født 6. juli 1925 i San Mateo, Californien, død 12. august 2007 i Los Angeles, Californien) var en amerikansk TV-programleder af talkshow og spørgekonkurrencer, underholder, pianist og fortæller. Han begyndte som sanger og han har også spillet i film og på Broadway. Han fik senere jobben som programleder for sit eget show, The Merv Griffin Show, og han skabte Jeopardy! og Wheel of Fortune (den oprindelige amerikanske udgave af Lykkehjulet) via sine produktionsvirksomheder Merv Griffin Enterprises og Merv Griffin Entertainment. 
I 1950 indspillede han en populær version af sangen "I've Got a Lovely Bunch of Coconuts" med Freddy Martin og hans orkester, der gik hen og solgte over 3 mio. eksemplarer.